# Adang Sudrajat
 Adang Sudrajat  (Bản mẫu:Vẫn sinh ra) là một bác sĩ và chính trị gia người Indonesia thuộc Đảng Công lý Thịnh vượng. Anh ấy là thành viên của Tổ chức Thay thế Tạm thời DPR-RI (PAW) thay thế Ma'mur Hasanuddin đã qua đời và sau đó tuyên thệ nhậm chức vào ngày 4 tháng 6 năm 2015. 
Adang đến từ khu vực bầu cử của Tây Java II bao gồm Khu vực chính Bandung và Khu vực phía Tây Bandung. Ông cũng được biết đến như một nhà nghiên cứu bệnh ác tính. Avasinologist là một thuật ngữ chỉ một bác sĩ trị liệu sử dụng một dụng cụ kim loại với kỹ thuật xuyên qua cơ thể, được phát triển từ phương pháp y học al-kay (đốt sắt) của Trung Đông.
Adang qua đời vào ngày 4 tháng 7 năm 2021 sau vài ngày được điều trị vì vi-rút  Covid-19. 

## Lịch sử tổ chức
- Trưởng Ban Chuyên môn Thế hệ trẻ và DPW Đảng Công lý Thịnh vượng Tây Java (2010-nay)
- Tổng thủ quỹ của DPW Đảng Công lý thịnh vượng Tây Java (2005-2010)
- Trưởng Ban Chính sách Công của DPW Đảng Công lý Thịnh vượng Tây Java (2001-2005)
- Chủ tịch DPD Đảng Công lý Bandung Regency (1998-1999)

## Lịch sử việc làm
- Thành viên của Thành phố Bandung DPRD F-PKS (2004-2009)
- Phó Giám đốc Học vụ tại Học viện Al Islam Bandung (2001-2004)
- Phó Giám đốc Hỗ trợ Y tế Bệnh viện Al Islam Bandung (2000-2001)
- Phó Giám đốc Nhân sự Bệnh viện Al Islam Bandung (1997-2000)

## Các liên kết bên ngoài
- Tiểu sử Adang Sudrajat trên WikiDPR[liên kết hỏng]
- Adang Sudrajat Ứng viên DPR RI[liên kết hỏng]